# Campos Altos
Campos Altos este un oraș în unitatea federativă Minas Gerais (MG), Brazilia.